# Neustädter Straße (Magdeburg)

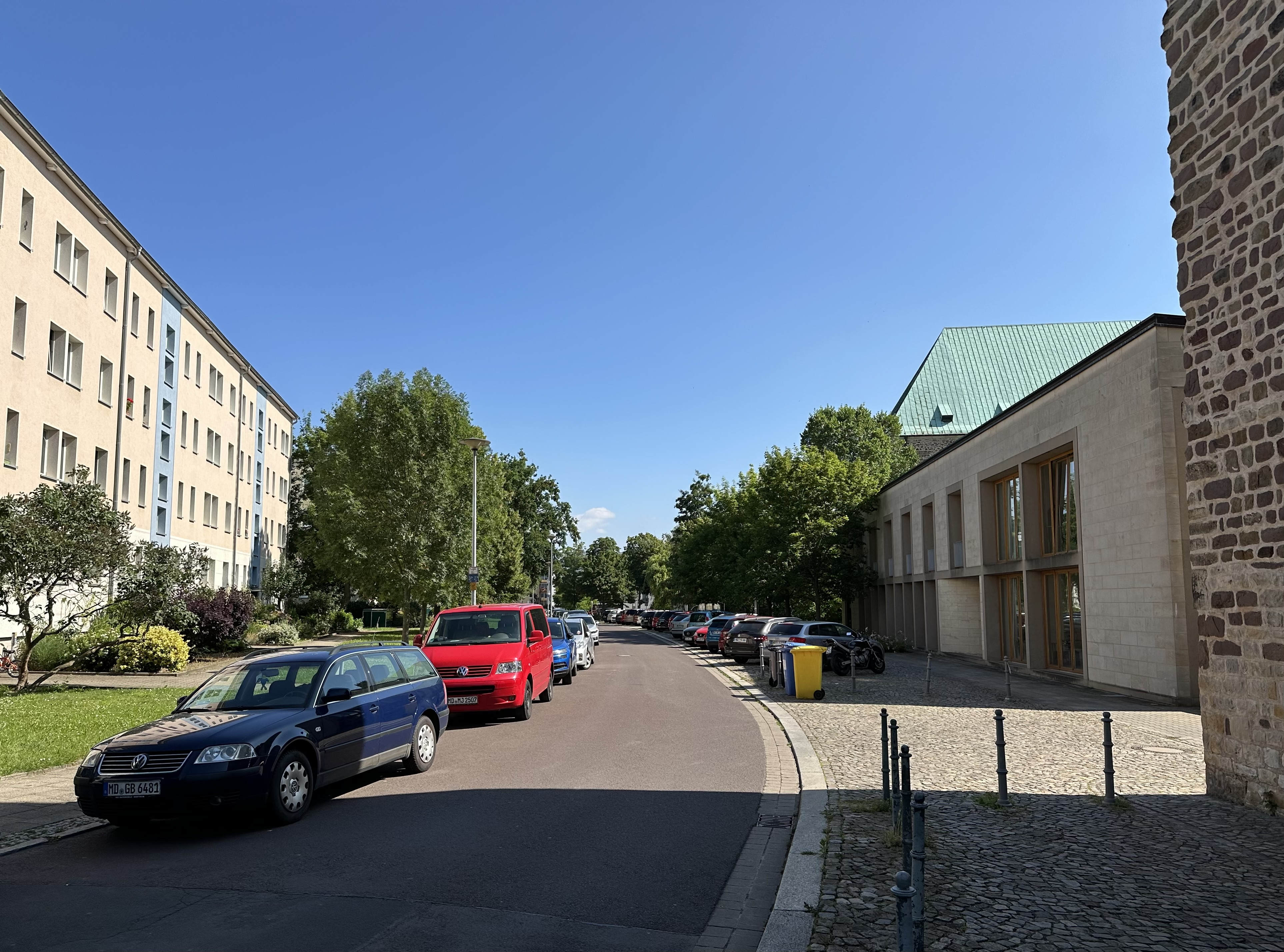
Blick von der Einmündung der Stephansbrücke im Süden nach Norden

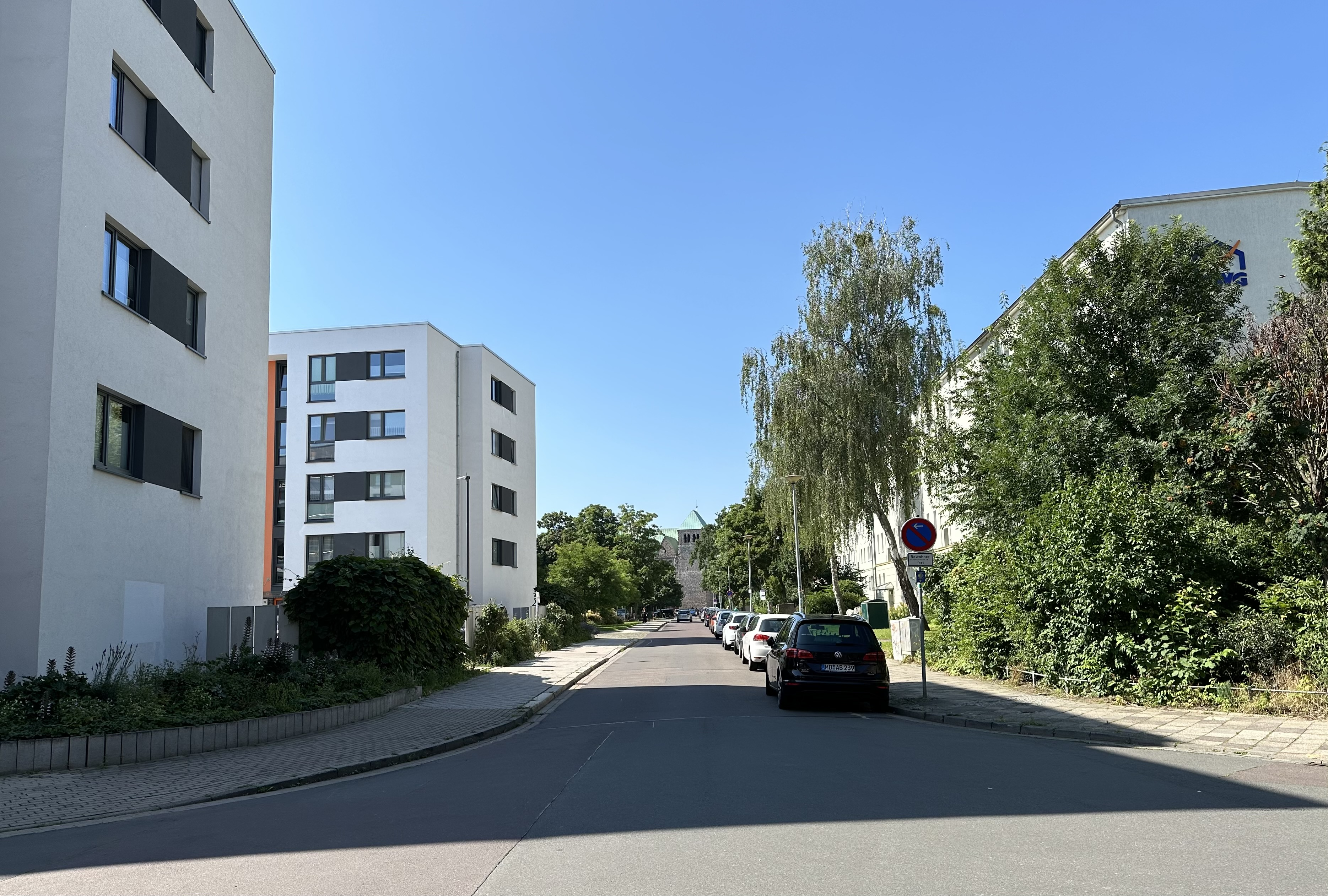
Blick von Norden, 2024

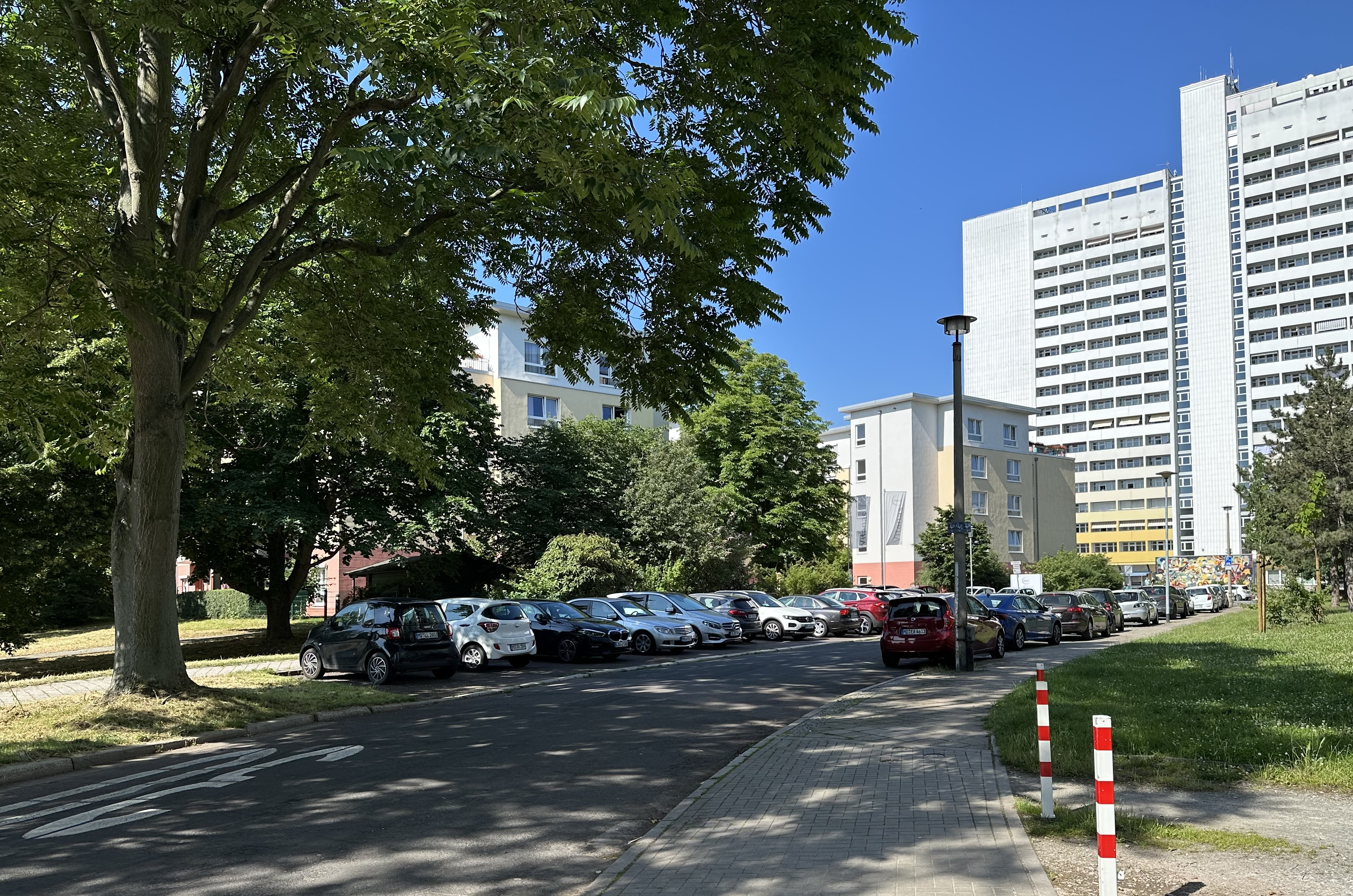
Südwestliches Ende in Richtung Jakobstraße

Der Neustädter Straße ist eine Straße in Magdeburg in Sachsen-Anhalt.

## Lage und Verlauf
Die Straße befindet sich im Nordosten der Magdeburger Altstadt. Sie beginnt im Süden an der Jakobstraße, von der sie nach Osten abgeht. Von Süden mündet hier die Stephansbrücke ein. Die Neustädter Straße verläuft dann in einer Kurve nach Norden. Von Osten münden der Wallonerberg und der Faßlochsberg ein. Letztlich trifft die Neustädter Straße dann an ihrem nördlichen Ende auf die Mühlenstraße.
Die Hausnummerierung verläuft von der Nummer 1 am südwestlichen Ende aufwärts nach Norden, wobei die ungerade Ziffern auf der Westseite liegen, die geraden, jedoch lückenhaft, auf der Ostseite. An der Einmündung auf die Mühlenstraße endet die ungerade Nummerierung mit der Nummer 23.
Der heutige Verlauf der Straße weicht in Teilen vom historischen Verlauf ab. Im Süden begann die Neustädter Straße ursprünglich am Petersberg, der damals weiter nach Westen bis zur Jakobstraße führte. Sie verlief dann, wie heute auch, nach Norden, wobei nach Osten der Petrikirchgang abging und von Westen die Vogelgreifstraße und die Kleine Klosterstraße einmündeten. Gegenüber dem Wallonerberg führte nach Westen die Waagestraße weiter, gegenüber dem Faßlochsberg die Kleine Mühlenstraße. Im weiteren Verlauf nach Norden kamen von Westen die Große Mühlenstraße und die Große Storchstraße sowie von Osten die Kameelstraße. Der historische Verlauf war hier etwas östlich des aktuellen und verlief durch die Wohnblöcke Faßlochsberg 33, 35 und Mühlenstraße 8, 10. Die Neustädter Straße endete dann auch nicht, sondern verlief noch weiter nach Norden. Das nördlichste Teilstück der Mühlenstraße in Richtung Hohepfortestraße entspricht in etwa dem historischen Verlauf des nördlichen Abschnitts der Neustädter Straße. Von Osten kam die Kleine Schulstraße, von Westen der Tränsberg. Auf der Höhe der von Osten einmündenden Rötgerstraße traf die Neustädter Straße dann auf die Hohepfortestraße. Historisch endete sie dort am Hohepfortetor.
Die historische Hausnummerierung begann im Südosten, wobei der Petrikirche am südöstlichen Ende keine Hausnummer zugeordnet war. Die Häuser der Petrikirche gehörten zum gesondert geführten, unmittelbar nördlich der Petrikirche nach Osten abgehenden Petrikirchgang. Die Nummerierung begann dann mit der Nummer 1 nördlich der Petrikirche. Nach der Nummer 2 folgte die Wallonerkirche und die Einmündung des Wallonerbergs. Nach der 5 mündete der Faßlochsberg, nach der 9 die Kameelstraße und nach der 15 die Kleine Schulstraße ein. Die Hausnummer 18 grenzte direkt an das Hohepfortetor. Auf der Westseite lief die Hausnummerierung dann zurück nach Süden. Die 19 befand sich südlich der Einmündung des Tränsbergs. Nach der 25 kamen die Große Mühlstraße und die Große Storchstraße, nach der 30 die Kleine Mühlenstraße von Westen. Im weiteren Verlauf folgte nach der 35 die Waagestraße, nach der 37 die Kleine Klosterstraße und nach der 43 die Vogelgreifstraße. Mit der 48 war an der südwestlichen Ecke der Petersberg erreicht.
Für mehrere Opfer der nationalsozialistischen Gewaltherrschaft wurden Stolpersteine verlegt. So auch für Lilli Freiberg (Große Mühlenstraße 11/12), Ernst Lehmann (Große Mühlenstraße 1b), Margot Schrader (Große Mühlenstraße 10) und Sara Reisel Weinberg (Große Mühlenstraße 11/12).

## Geschichte

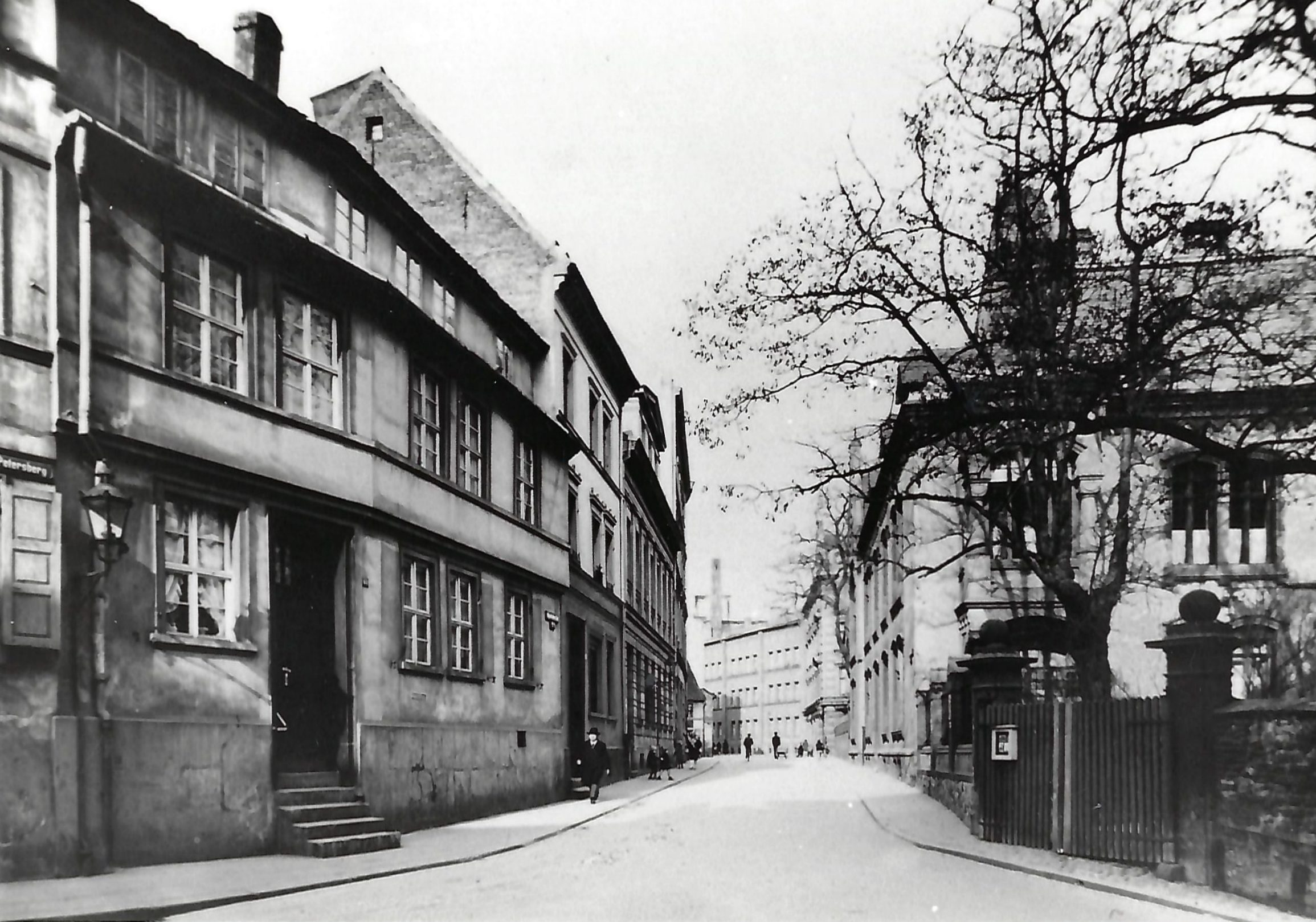
Blick vom südlichen Ende an der Ecke zum Petersberg nach Norden

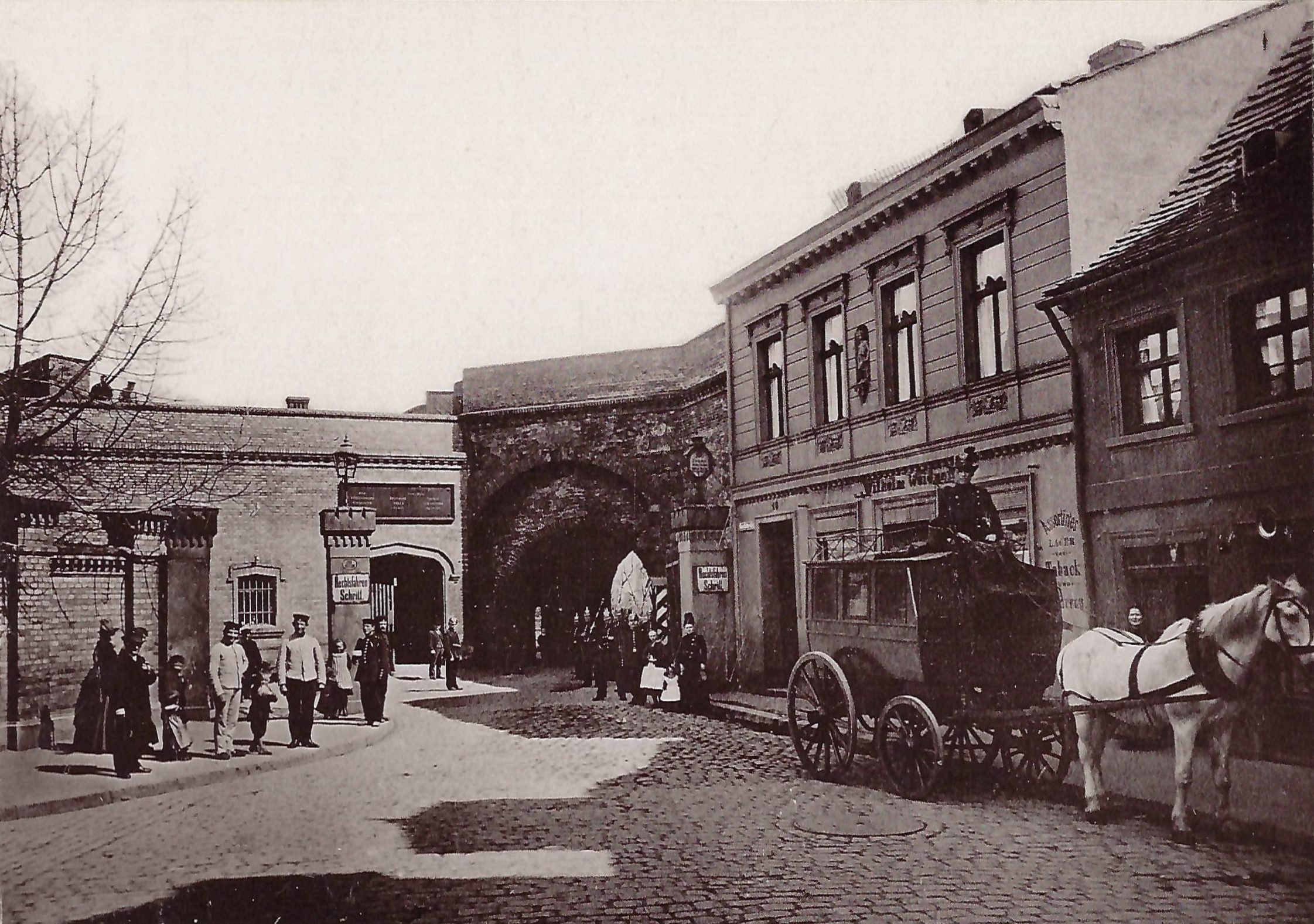
Nördliches Ende am Hohepforte-Tor

Zunächst bestand für die Straße kein einheitlicher Name. Häufig wurden weite Teile der Straße als Vor der Hohen Pforte bezeichnet, da sie auf der Stadtseite zur Hohenpforte führte. 1631 wurde der Bereich bei der Zerstörung der Stadt ebenfalls zerstört. Insbesondere der nördliche Teil blieb danach über Jahrzehnte unbebaut. In der Zeit von 1683 bis 1807 war für den nördlichsten Teil zwischen Faßlochsberg und der Hohenpforte der Name Hohepfortestraße gebräuchlich. Der Bereich zwischen Wallonerberg und Faßlochsberg hieß, nach dem Haus Zur goldenen Weintraube (Neustädter Straße 35), Weintraubenstraße. Der südlichste Teil, zwischen Petersberg und Wallonerberg, wurde wegen der hier befindlichen Petrikirche Große Peterstraße oder einfach Peterstraße genannt. Die tatsächliche Verwendung der Namen war jedoch unterschiedlich. So lässt sich der Name Weintraubenstraße in keinem Kaufvertrag nachweisen, auch die beiden anderen eher selten. Im Volksmund wurde der Mittelteil zwischen Wallonerberg und Kameelstraße häufig Kuhförder genannt. Der Name ergab sich aus der Tatsache, dass die Kühe der drei Unterpfarren durch diese Straße und dann durch den Faßlochsberg auf die Weiden jenseits der Elbe getrieben wurden.
Im Jahr 1807 erhielt die Straße den heutigen Namen, da die Straße zur nördlich der Hohenpforte gelegenen Neustadt führte.
Im Zweiten Weltkrieg wurde der Bereich stark zerstört. Bis auf die Petri- und die Wallonerkirche ging die historische Bausubstanz verloren. Beim Wiederaufbau hielt man sich nicht an die gewachsenen Strukturen, wobei, anders als bei vielen anderen Straßen in der Umgebung, die Straße in ihrem Grundzug erhalten blieb. Auf der Westseite entstanden in der Zeit der DDR neue Wohnblöcke, die die dort ursprünglich bestehenden Straßen überbauten. Am südlichen Ende wurde die Neustädter Straße nach Südwesten verlängert, so dass sie auf die Jakobstraße trifft. Auf diese Weise wurde der Verlauf des Petersbergs ersetzt, der nur in seinem östlichen Abschnitt erhalten blieb. Nach Norden wurde die Neustädter Straße jedoch durch die Neuanlage der quer verlaufenden Mühlenstraße verkürzt. Der nördliche Teil wurde mit einem Wohnhaus der Mühlenstraße überbaut und im nördlichsten Abschnitt der etwas nach Süden verlängerten Hohepfortestraße zugeschlagen.

## (Historische) Häuser der Neustädter Straße
Die nachfolgende Aufstellung der einzelnen Grundstücke enthält auch Bereiche, die ursprünglich einmal zur Neustädter Straße gehörten, jetzt aber anderen Straßen zugeordnet sind. Um eine einheitliche Darstellung zu gewährleisten, orientiert sich die Auflistung an den historischen Hausnummern vor der Zerstörung im Zweiten Weltkrieg. Die gegebenenfalls abweichenden modernen Grundstücke sind ungefähr an der jeweiligen Stelle eingeordnet.
| Hausnummer                       | Name                                               | Bemerkungen | Bild                                  |
| -------------------------------- | -------------------------------------------------- | --- | ------------------------------------- |
| 1a (alt)                         | Pfarrhaus der Petrigemeinde                        | Das Pfarrhaus wurde im Jahr 1892 auf dem Petrikirchhof südlich der Petrikirche errichtet und hatte seitdem eine eigene Nummer. | vor 1945                              |
| ohne Nummer                      | Petrikirche                                        | siehe Hauptartikel | 1902 · 2013                           |
|                                  | Einmündung des Petrikirchgangs (aktuell unbenannt) | | 2024                                  |
| 4 1(a) (alt)                     |                                                    | Die Geschichte des Grundstücks ist unklar. Vermutlich gehörte es früher zum Augustinerkloster, denkbar ist jedoch auch eine Zugehörigkeit zur Petrigemeinde. Im 18. Jahrhundert befand sich hier das Pfarrhaus der Petrigemeinde, bis es dann verlegt wurde. Das Grundstück wurde Teil der alten Nummer 1. In der Zeit um 1932 lebte der Arzt und Politiker Ernst Thesing im Haus. | 2024                                  |
| 1 (b) (alt)                      |                                                    | Dieses Grundstück war Standort des zweiten Hauses der Petrigemeinde. Später wurde es Teil der alten Nummer 1. |                                       |
| 6 2 (alt)                        | Augustinerkloster mit Wallonerkirche               | siehe Hauptartikel | Wallonerkirche, vor 1902 · 2005       |
|                                  | Einmündung des Wallonerbergs                       | | 2024                                  |
| 3a und b (alt)                   | Zum wilden oder rauhen Mann                        | Zum Anwesen gehörte auch das Grundstück Wallonerberg 9. Eigentümer war 1631 der Seifensieder Joachim Martens senior. Er veräußerte das Grundstück 3a und b sowie eine auf dem benachbarten Grundstück Nummer 4 gebaute Bude im Jahr 1671 an den Seifensieder Joachim Martins junior. Zu diesem Zeitpunkt wurde das Grundstück als Steinhaufen bezeichnet. Martins junior bebaute das Grundstück neu. Er veräußerte das Brauhaus und auch die Bude im Jahr 1680 für 1200 Taler an den Ackermann Johann Schröder, der zuletzt 1702 erwähnt wurde. Von seinen Erben erwarb es 1718 der Bäcker Georg Friedrich Merzdorf für 2250 Taler. 1823 war der Kassenschreiber Wilhelm Lucke Eigentümer. 1942/1943 gehörten 3a und 3b unterschiedlichen Personen. Eigentümerin von 3a war die Rentnerin H. Seifert, während 3b der Witwe M. Alpers gehörte. Ihr verstorbener Mann R. Alpers hatte im Haus einen Dachdeckerbetrieb, der nun von R. Kahl betrieben wurde. Noch bis 1944/1945 dürfte sich der Hausstein am Gebäude befunden haben. |                                       |
| 4 (alt)                          |                                                    | 1631 und auch noch 1651 gehörte das Grundstück dem Müller Peter Rike (auch Reiche). 1651 war die Fläche mit einer Bude bebaut. Das Grundstück gelangte dann an den Eigentümer der benachbarten Grundstücke 3a und b. |                                       |
| 5 (alt)                          | Zum roten Adler                                    | Im Jahr 1631 gehörte das Brauhaus der Witwe von Klaus Fredes (auch Frees oder Wredes; fälschlich auch Klaus Fredenwit). 1648 und auch 1651 wurde Joachim Wrede als Eigentümer geführt. Seine Witwe Anna, geborene Bohne, verheiratete Schönefeld veräußerte die Braustätte im Jahr 1655 für 190 Taler an den Brauknecht Klaus Kühne. Kühne bebaute das Grundstück sofort neu. Er wurde letztmalig 1661 erwähnt und verstarb in der Zeit bis 1680. Seine Witwe heiratete wieder. Ihr neuer Ehemann, der Fleischer Johann Lehmann, wurde 1680 und 1683 als Eigentümer genannt. Das Haus war dann wohl vermietet. Im Jahr 1697 gehörte es Lehmanns Erben, nämlich seiner Witwe und den Stiefkindern, dem Brauer Nikolaus Kühne und Anna Marie Rollenberger, geborene Kühne. Die Witwe verstarb dann 1703. Von ihrem Sohn Nikolaus Kühne erwarb das Haus 1716 für 2025 Taler der Brauer Heidenreich Adrian Baseler. Seine Witwe blieb bis 1721 Eigentümer. |                                       |
|                                  | Einmündung des Faßlochsbergs                       | | 2024                                  |
| 6 (alt)                          |                                                    | 1651 Stockfischhoke. 1653 war das Grundstück mit einem Haus bebaut und gehörte dem Holzhacker Ambrosius Stay, der auch 1680 Eigentümer war. 1683 gehörte es dann seinen Erben. Das Haus wurde dann von Friedrich Krause erworben, dem auch das Nachbargebäude Faßlochsberg 20 gehörte. Krause vereinigte die beiden Grundstücke. |                                       |
| 7 (alt)                          |                                                    | Im Jahr 1651 gehörte das Grundstück Johann Hane. 1680 wurde der Schuster Johann Müller als Eigentümer geführt, 1683 dann bereits seine Erben. Zu diesem Zeitpunkt wurde die Fläche als wüst bezeichnet. In der Zeit bis 1696 erwarb Thomas Pfau die Stelle und vereinigte sie mit der benachbarten Nummer 8. |                                       |
| 8 (alt)                          | Zum braunen Bock                                   | 1631 gehörte das Brauhaus den Erben Ludwig Ottos (auch Müller Jakob Otte). Von ihnen erwarb 1678 der Brauer Andreas Pechau die Stätte für 115 Taler, der sie noch im gleichen Jahr zum selben Preis an den Böttcher Thomas Pfau veräußerte. Pfau bebaute das Grundstück neu und wurde zuletzt 1692 erwähnt. Im Jahr 1719 wurde Joachim Lepper als Eigentümer des Hauses geführt. Seine Kinder blieben 1745 Eigentümer. |                                       |
| 9 (a) (alt)                      |                                                    | Im Jahr 1631 gehörte das Brauhaus Lorenz Braun. 1648 wurde die Stätte von der Mutter Joachim Brauns für 12 Taler an seinen Stiefvater Cyriax Brandes veräußert. Im Jahr 1655 verkaufte Brandes es zurück an Joachim Brauns sowie an Johann Borstorf. 1663 verkauften die beiden die Stätte an Johann Kirchhof, der sie 1671 für 35 Taler an den Brauer Christian Johann Lutteroth veräußerte. Lutteroth errichtete zwischen 1678 und 1683 auf 9 (a) und (b) wieder ein Brauhaus, das seine Erben 1687 für 800 Taler an den Brauer Christian Lutteroth junior verkauften. Er wurde zuletzt 1715 erwähnt. |                                       |
| 9 (b) (alt)                      |                                                    | Das Haus gehörte im Jahr 1631 Thomas Gabelitz (auch Kabelitz). 1648 wurde Johann Heinemann, dann Hermann Kuno als Eigentümer genannt. Kuno verstarb 1666. Sein Schwiegersohn, der Schuster Jakob Braun, erbte die Braustätte im Jahr 1667 für 700 Taler. Von seiner Witwe erwarb Arnd Gans das Grundstück, der es 1670 an den Brauer Christian Lutteroth verkaufte, der 1671 beide Grundstücke vereinte und mit einem Brauhaus bebaute. |                                       |
|                                  | Einmündung der Kameelstraße (historisch)           | |                                       |
| 10 (alt); heute Mühlenstraße     | Zum Fasan                                          | 1648 und 1651 wurde Heinrich Hartmann als Eigentümer geführt, 1683 dann die Witwe von Thomas Hubbe. Im Jahr 1687 veräußerte Moritz Hubbe die Stätte an den Obersekretär Heinrich Sebastian Wesche. Von Wesche erwarb sie 1688 für 130 Taler der Maurermeister Nikolaus Elber, der das Grundstück sofort bebaute. 1700 standen auf dem Grundstück ein Haus sowie ein Nebengebäude. Elber verstarb 1715 kinderlos. Seine Erben verkauften noch im gleichen Jahr das Haus für 1560 Taler an Dr. Friedrich von Mascou. Er blieb bis 1732 Eigentümer. In der Zeit um 1823 gehörte das Haus dem Brauer Andreas Schwaneberg. 1942/1943 war Schlossermeister W. Heinrichs Eigentümer, der hier auch seinen Betrieb hatte. Im Haus befanden sich auch die von Gastwirt R. Kühne betriebene Gaststätte Zum Fasan und die Fleischerei W. Sturm. Noch in den 1930er Jahren befand sich ein Hausstein am Gebäude. |                                       |
| 11 (alt); heute Mühlenstraße     | Gasthof Zur Stadt Berlin                           | In der Zeit bis 1631 befanden sich hier zwei Häuser. Für das erste wurde 1651 Beneke als Eigentümer genannt, im Jahr 1683 war die Eigentümerstellung unbekannt. Der Handelsmann und Bäcker Heinrich Rummel erwarb dann 1690 die Stätte für sechs Taler von der Witwe Klaprauß (richtig vermutlich Klopprogge). Das andere Grundstück befand sich 1631 im Eigentum von Anton Burchard, dem es auch noch 1651 gehörte. Die Jakobikirchgemeinde ließ die Stätte 1671 schätzen. 1692 gehörte sie dann Kurt Busse. 1693 war ein neues Haus errichtet, dessen Eigentümer der Handelsmann Peter Bamberger war. Er verstarb 1699. Das Haus wurde von Heinrich Rummel für 579 Taler erworben, der so beide Teile vereinte. 1703 gehörte der Gasthof dem Gastwirt Christian Philipp Buchholz. In diesem Jahr verlegten die Bäckergesellen ihre Herberge hierher. Sie zahlten vier Taler im Jahr für eine Stube im Haus. Mit diesem Gasthof erfolgte erstmalig die Benennung eines Hauses nach einer Stadt, hier Berlin. Im Jahr 1709 wurde wieder Rummel als Eigentümer des Schenkhauses geführt. Er veräußerte es 1712 für 660 Taler an Johann Tobias Bracke, der bis 1735 Eigentümer blieb. |                                       |
| 12 (alt); heute Mühlenstraße     |                                                    | 1631 war Georg Lewenberg (auch Lauenburger) Eigentümer des Hauses. Er vererbte die Stätte 1651 an den Brauer Hans Reusche, der sie 1658 für 30 Taler an den Maurergesellen Michael Grau (auch Grue, Graul) veräußerte. 1683 gehörte das Haus dem Ausreiter Heinrich Beust. Seine Witwe verkaufte es 1692 für 190 Taler an Johann Friedrich Fritsche. Johann Peter Birer verkaufte 1695 für 180 Taler an den Hosenstricker Heinrich Schaub. 1704 gehörte es dann Heinrich Rumel, der es 1710 für 1000 Taler an Johann Christoph Spring veräußerte. Spring wurde zuletzt 1715 erwähnt. |                                       |
| 13 (alt); heute Mühlenstraße     |                                                    | In dem Haus befand sich sehr früh eine Apotheke. Es war nach der Ratsapotheke die früheste Apotheke der Stadt. Im Jahr 1683 war der Eigentümer des Hauses unbekannt. 1700 trat die Witwe von Burchard Brand das Haus im Tausch gegen die Kleine Schulstraße 1 an den Branntweinbrenner Heinrich Müller ab. Der Schiffknecht Heinrich Fuhrmann erwarb das Haus 1704 vom Bäcker Johann Rötger Bethge für 220 Taler. Fuhrmann blieb bis 1733 Eigentümer. |                                       |
| 14 (alt); heute Mühlenstraße     |                                                    | 1631 war Heinrich Wernhard Eigentümer des Hauses. Er ist möglicherweise identisch mit dem 1651 geführten Eigentümer Westermann. 1683 gehörte es dann dem Tagelöhner Kurt Puff. 1699 veräußerte Heinrich Schaub, er war seit 1695 erwähnt worden, das Haus, gemeinsam mit der benachbarten Nummer 15, für 800 Taler an Heinrich Müller. Von ihm erwarb beide Grundstücke dann 1700 für 600 Taler der Schneider Johann Pöscher, der sie 1702 an den Bäcker Johann Rötger Bethge verkaufte. Bethge veräußerte die Nummer 14 im Jahr 1707 für 224 Taler an den Fleischer Andreas Meye, der 1715 verstarb. Seine Erben blieben bis 1723 Eigentümer. |                                       |
| 15 (alt); heute Mühlenstraße     |                                                    | 1631 und wohl auch noch 1687 gehörte das Backhaus Christoph Baleke. Der Schuster Andreas Elfrode erwarb die Stätte 1692 von der Kämmerei. Elfrode bebaute das Grundstück neu. In der Zeit zwischen 1695 und 1707 war das Grundstück mit der benachbarten Nummer 14 vereint. Die Haus Nummer 15 blieb bis 1733 im Eigentum des Bäckers Bethge. Noch in den 1930er Jahren befand sich im Haus eine Bäckerei. | 2024                                  |
|                                  | Einmündung der Kleinen Schulstraße                 | | 2024                                  |
| 16 (alt); heute Mühlenstraße     |                                                    | In der Zeit vor 1631 befand sich hier das Innungshaus der Lakenmacher. Bei der Zerstörung der Stadt im Jahr 1631 wurde auch dieses Haus zerstört und dann von der Tuchmacherinnung nicht wiedererrichtet. Noch 1716 war die Stelle wüst und wurde für 300 Taler an Thomas und Johann Huguet sowie Isaak Aiguin veräußert. Ab der Zeit um 1750 bis ins 19. Jahrhundert befanden sich zwei Häuser auf dem Grundstück. Eines davon wurde im 19. Jahrhundert als Neustädter Straße 16, das andere jedoch als Kleine Schulstraße 33 geführt. |                                       |
| 17 (alt); heute Mühlenstraße     |                                                    | Im Jahr 1631 war Daniel Hülsmann Eigentümer des Hauses. Zu diesem Zeitpunkt gehörte auch das hinten angrenzende Haus Kleine Schulstraße 32 zum Grundstück. 1651 gehörte das Grundstück Georg Halsband, 1683 war der Eigentümer nicht bekannt. Später gehörte die Stätte dem Handelsmann Jean Destinon, der sie dann bebaute und das so errichtete Haus 1714 für 700 Taler an den Bäcker Daniel Saccre veräußerte. Saccre richtete ein Backhaus ein. Noch bis 1759 war das Anwesen Eigentum von Kolonisten. |                                       |
| 18 (alt); heute Hohepfortestraße |                                                    | In den Jahren 1631 und 1651 wurde Erhard Ramstedt (auch Ramstock) als Eigentümer geführt. 1683 war dann die Eigentümerstellung unbekannt. 1695 bebaute Pierre Baccro die Stelle neu. Seine Erben veräußerten das Haus 1716 für 284 Taler an den Ziegelmeister Peter Nitsche. | vor 1888 · 2024                       |
|                                  | Hohepfortetor (historisch)                         | siehe Hauptartikel | vor 1888 · 2024                       |
|                                  | Einmündung Tränsberg                               | | 2024                                  |
| 19 (alt); heute Mühlenstraße     | Zu den zwei Schlüsseln                             | Zum Brauhaus gehörte auch das Nebenhaus Tränsberg 19. Im Jahr 1631 wurden als Eigentümer die Erben von Andreas Hoffmann (auch Hagemann) geführt. Noch vor 1640 war dann Hans Königke, später Katharine Wittenborn Eigentümer. Ihr Erbe, der Glasmaler Philipp Wettberg, veräußerte die Stätte im Jahr 1687 für 80 Taler an den Kämmerer Georg Söldner. Söldner wurde zuletzt 1699 erwähnt. 1715 veräußerten die Erben von Söldners Witwe das Haus für 900 Taler an den Schuster Andreas Meinecke, der bis 1762 Eigentümer blieb. | 2024                                  |
| 20 (a) (alt); heute Mühlenstraße |                                                    | In den Jahren 1631 und 1651 gehörte das Grundstück Moritz Benecke, 1683 fand es, anders als andere Grundstücke, keine Erwähnung. 1690 baute der Schiffer Johann Erdmann Weingarten das Haus wieder auf, das wohl noch infolge der Zerstörung von 1631 zerstört war. Von Weingarten erwarb es 1725 der Pastor Zacharias Christoph Lempelius für 1000 Taler. | 2024                                  |
| 20 (b) (alt); heute Mühlenstraße |                                                    | Eigentümer im Jahr 1631 könnte Bendix Müller gewesen sein. Überliefert ist, das in das Haus von Bendix Müller am 10. Mai 1631 um 8.00 Uhr der schwedische Oberst Dietrich von Falkenberg schwer verletzt getragen wurde, der dann dort verstarb. Es wird vermutet, dass es sich bei der 20 (b) um das Sterbehaus Falkenbergs handelte. 1651 gehörte es dann Joachim Schultze. Im Jahr 1689 gehörte das inzwischen als Brauhaus geführte Anwesen den Erben von Georg Söldner, die es 1708 für 1575 Taler an den Brauer Heinrich Diewel verkauften. | 2024                                  |
| 21 (alt); heute Mühlenstraße     |                                                    | 1631 gehörte das Haus Hans Erecke, 1651 wurde ein Körber als Eigentümer genannt. Thomas Christoph Korbach veräußerte die Stätte 1689 gemeinsam mit der benachbarten Nummer 22 für 35 Taler an den Handelsmann Jacques Mariage, der sie bebaute. Er war auch noch 1717 Eigentümer der Nummer 21. 1719 war seine Witwe Eigentümerin. |                                       |
| 22 (alt); heute Mühlenstraße     |                                                    | Im Jahr 1631 war vermutlich Mathias Steinhausen Eigentümer, 1651 die alte Pfarrersche. 1689 veräußert Thomas Christoph Korbach die Stätte gemeinsam mit der benachbarten Nummer 21 für 35 Taler an den Handelsmann Jacques Mariage, der sie bebaute. Mariage verkaufte die Nummer 22 für 820 Taler im Jahr 1697 an den Bäcker Samuel Röder, der ein Backhaus einrichtete. 1717 veräußerten seine Erben es für 1800 Taler an seine Witwe, die bis 1733 Eigentümerin blieb. Noch in den 1930er Jahren wurde das Haus als Bäckerei genutzt. |                                       |
| 23 (alt); heute Mühlenstraße     |                                                    | Bis 1710 gehörte die Stelle mit zum Haus Nummer 24. In diesem Jahr verkaufte Eigentümer Herbst die Nummer 23 für 330 Taler an den Fleischer Johann Friedrich Eichholz. 1717 und dann noch bis 1746 wurde Stephan Siedermann (auch Südermann) als Eigentümer geführt. |                                       |
| 24 (alt); heute Mühlenstraße     | Zum Kameel                                         | 1651 war Lukas Hohemann (auch Hoffmann) Eigentümer, auf ihn folgten seine Erben. Bis zu seinem Tod 1681 gehörte Christian Richter dazu, auf ihn folgte Dr. Gottfried Christoph Steinacker. In einer Liste aus dem Jahr 1683 wird das Grundstück als Camehls Braustätte bezeichnet. Es wird angenommen, dass diese Namensnennung auf einen Eigentümer aus der Zeit vor 1631 zurückging und so zum Hausnamen führte. Die Erben Hoffmanns veräußerten die immer noch wüste Stätte im Jahr 1688 an den Bürgermeister Peter Neukranz. 1689 mietete es Orgelbauer Heinrich Herbst, der 1690 ein Brauhaus errichtete. 1700 erwarb Herbst das Anwesen dann für 200 Taler von Neukranz und blieb bis 1724 Eigentümer. Bis 1710 gehörte das benachbarte Grundstück Nummer 23 mit dazu. Zumindest seit 1935 lebte der jüdische Gärtner Lothar Flater im Haus. Während der nationalsozialistischen Gewaltherrschaft wurde er 1938 in das KZ Buchenwald und dann 1942 in das Warschauer Ghetto verschleppt, wo sich seine Spur verliert. 2024 wurde ein Stolperstein verlegt, der an ihn erinnert. In einer Vierzimmerwohnung lebte außerdem die jüdische Familie Laufer im Haus. Fanny und Ella Elster Laufer wurden 1938 verhaftet und nach Polen abgeschoben, Moritz und Fritz flohen im gleichen Jahr nach Polen. Über ihr weiteres Schicksal ist nichts bekannt. Vier 2012 gesetzte Stolpersteine erinnern an sie. |                                       |
| 25 (a) (alt)                     |                                                    | Im Jahr 1631 war der Müller Georg Dorstmann Eigentümer des Hauses. Zum Grundstück gehörte die Nummer 25 (b) noch mit dazu. 1651 war dann Joachim Dorstmann Eigentümer, 1683 war der Eigentümer unbekannt. 1689 veräußerte Jakob Schneider die Stätten für 30 Taler an den Brauer Jacques Favreau. Er bebaute die Fläche neu und veräußerte die Nummer 25 (a) 1699 für 159 Taler an den Zeugmacher Pierre Tavernier. Favreaus Witwe kaufte es 1706 für 126 Taler zurück und vereinte 25 (a) und (b) somit wieder. |                                       |
| 25 (b) (alt)                     | Zum halben Mond                                    | Zunächst bildete das Grundstück mit der benachbarten 25 (b) eine Einheit. Für die Eigentümer bis 1689, siehe dort. Ab 1689 gehörte das Grundstück dem Brauer Jakob Favreau, der ein Brauhaus errichtete. Favreau war aus Mannheim geflohen. Den Hausnamen hatte er aus Mannheim mitgebracht, sein ihm dort seit 1675 gehörendes Haus hieß ebenfalls bereits Zum halben Mond. 1699 wurde die 25 (a) abgetrennt, kam jedoch später wieder hinzu. Favreaus Erben veräußerten 25 (a) und 25 (b) im Jahr 1713 für 2083 Taler an einen Miterben, den Brauer Johann Jakob Favreau. Er blieb bis 1748 Eigentümer. |                                       |
|                                  | Einmündung Große Mühlenstraße (historisch)         | |                                       |
|                                  | Einmündung Große Storchstraße (historisch)         | |                                       |
| 26 (alt)                         | Zum hohen Laden                                    | 1631 war Schlüter, 1651/1652 Kaspar Schlüter als Eigentümer verzeichnet. Auf ihn folgte Georg Schlüter. Zum Grundstück gehörten auch die Nebenhäuser Große Mühlenstraße 7a und 7b. Im Jahr 1666 erwarb Konrad Steinmann diese Stätte und auch die Dreiangelstraße 1 für 395 Taler. Die Braustätte Neustädter Straße 26 veräußerte er noch im gleichen Jahr für 210 Taler an den Seiler Hans Leißner. Leißner bebaute die Fläche und verpachtete das Haus an Johann Lüderwald. Die Verpachtungen sind für die Jahre 1682 und 1691 belegt. Nach Leißners Tod im Jahr 1690 kam das Haus an die Erben von Hans Zephal. Zu den Erben gehörte der Uhrmacher Joachim Modewege, von dem es 1694 Pastor Samuel Laue für 1062 Taler erwarb. Später war Martin Trittel Eigentümer, der es bis 1732 blieb. Der Name des Brauhauses ist in verschiedenen Schreibweisen (Lett, Leed, Lied, die Läde, der Läde und der Laden) überliefert, so dass auch über die genaue Bedeutung Uneinigkeit besteht. Einmal wird er als Zum hohen Lied wiedergegeben. Vermutlich ging es jedoch um einen Laden im Sinne einer aufzuschlagende Klappe, durch die ein Straßenverkauf von Bier erfolgte. Möglicherweise war dieser Laden an diesem Haus höher als üblich, so dass es zur Bezeichnung Zum hohen Laden kam. |                                       |
| 27 (alt)                         |                                                    | Bei dem Gebäude handelte es sich ursprünglich um ein Backhaus, wobei das Backrecht bereits seit der Zeit um 1600 nicht mehr ausgeübt wurde. Im Jahr 1651 gehörte die Stätte der Hans Kühlschen. Die Kühlsche trat die Stätte an den Rat ab. Auch 1691 war sie noch wüst, später gehörte sie zur Nummer 28. |                                       |
| 28 (alt)                         | Zur Eckwinde                                       | Im Jahr 1631 wurde Peter Redekow als Eigentümer geführt, 1648 und 1651 Hans Reddigau. Reddigaus Gläubiger veräußerten die Stätte für 250 Taler an den Schneider Peter Petersen, der es noch im gleichen Jahr an den Brauer Jakob Schönebeck weiter verkaufte. Schönebeck bebaute das Grundstück, starb jedoch bereits in der Zeit bis 1682. Seine Erben waren 1683 Eigentümer des Brauhauses. Zu den Erben gehörte der Schmelzer David Hagedorn, der das Haus 1686 an den Schneider Konrad Tuchtfeld für 750 Taler veräußerte. Vermutlich hatte Tuchtfeld, der zwei weitere Brauhäuser besaß, das Gebäude verpachtet. 1690 erwarb der Schneider Hans Pfund das Haus für 930 Taler von Tuchtfeld. Seine Erben verkauften für 1300 Taler an den Bäcker Georg Lange, der bis 1737 Eigentümer blieb. Der Hausname ist in verschiedenen Schreibweisen (Egdwinde, Edewinde, Egetwinde, Eggewinde, Achtwinde) überliefert. Vermutet wird, dass sich am Haus eine auffällig an einer Ecke angeordnete Seilwinde befand. Zum Gebäude gehörten seit der Zeit um 1700 das benachbarte Grundstück Nummer 27 sowie die Hinterhäuser Große Mühlenstraße 7a und 7b. |                                       |
| 29 (alt)                         |                                                    | 1631 und 1651 war Mathias Goldmann (fälschlich auch Gödelmann) als Eigentümer eingetragen. Seine in der Zeit vor 1660 verstorbene Witwe verschenkte die Stätte an das Georgenstift. 1683 war der Eigentümer dann allerdings unbekannt. Bebaut wurde das Grundstück erst von Mitgliedern der Französischen Kolonie. In der Zeit um 1700 gehörte das Haus Jean Goutiac, später Charles Discours. |                                       |
| 30 (alt)                         |                                                    | Zum Grundstück gehörten auch die angrenzenden Grundstücke Kleine Mühlenstraße 1 und 2. 1651 war Martin Zimmermann Eigentümer, 1683 die Seidenkramerinnung. Die Witwe von Jean Discours und ihr Sohn, der Strumpfmacher Pierre Discours, waren 1717 als Eigentümer eingetragen. |                                       |
| 19, 21, 23                       |                                                    | In der Zeit der DDR errichteter Wohnblock mit drei Eingängen. | 2024                                  |
|                                  | Einmündung der Kleinen Mühlenstraße (historisch)   | | 2024                                  |
| 31 (alt)                         | Zum hohen Stein                                    | Das Gebäude wurde als Backhaus genutzt. Zum Grundstück gehörte auch die Große Mühlenstraße 4. 1631 gehörte es Simon Blees, 1648 Dominikus Blees und nachfolgend dann Martin Blees. Letzterer wurde von Heinrich Matthias und Joachim Finke beerbt. Die beiden veräußerten 1649 die Stätte für 40 Taler an den Stadtmajor Balthasar Lüderwald, der sie noch im gleichen Jahr seinen Neffen Martin Grote und Christian Richter sowie seiner Nichte Anna Elisabet Richter schenkte. In der Zeit bis 1678 erwarb der Bäcker Joachim Bethge die Stätte, der sie auch bebaute. 1683 gehörte das Haus dem Fleischer Johann Kaspar Müller. In den Jahren 1696 und 1697 war die Ehefrau des Beutlers Hans Georg Rollenbergers Eigentümerin. Vermutlich gehörte es ihr jedoch nur zur Hälfte als Erbin. Auf sie folgten dann Köhns. Deren Tochter heiratete den Bäcker Johann Ernst Arnd und veräußerte ihren hälftigen Anteil im Jahr 1704 für 700 Taler an Frau Rollenberger, die das Anwesen noch im gleichen Jahr für 1400 Taler an den Bäcker Georg Lange verkaufte. Von ihm erwarb es 1716 der Bäcker Johann Joachim Schultze für 1350 Taler. Er blieb bis 1750 Eigentümer. Noch in den 1930er Jahren wurde das Gebäude als Bäckerei betrieben und befand sich eine Inschrift am Haus. |                                       |
| 32 (alt)                         | Zum hohen Stein                                    | Das Brauhaus gehörte 1631 Simon Blees, der auch noch 1649 Eigentümer des Grundstücks war. Noch in der Zeit vor 1651 veräußerten die Erben des Brauers Simon Freytag die Stätte für 109 Taler an die Witwe von Simon Blees. Sie hatte den Böttcher Heinrich Berends geheiratet. Zuletzt wurde sie 1678 als Eigentümerin des Brauhauses erwähnt. Der Fuhrmann Christian Küsel war 1683 Eigentümer oder möglicherweise auch nur Pächter des Anwesens. Auf ihn folgte noch 1683 als Eigentümer der Böttcher Hans Behrend. 1697 war dann seine Witwe eingetragen, die 1712 verstarb. Von ihr erbte es für 1400 Taler die Ehefrau des Mag. Johann Adolf Kampf (auch Kampe). In den 1930er Jahren befand sich der aus dem Jahr 1756 stammende Hausstein Zum schwarzen Hahn oberhalb der Hoftür. Ursprünglich gehörte er zum Nachbarhaus Nummer 33. Über der Haustür war ein um 1900 erneuerter Hausstein Zum schwarzen Hahn angebracht, der eigentlich auch zum Nachbargebäude gehörte. |                                       |
| 33 (alt)                         | Zum schwarzen Hahn                                 | 1631 und 1651 war Hans Müller (auch Möller) als Eigentümer eingetragen. In der Zeit bis 1677 baute der Schmied Hans Germershausen das Haus, wohl nach der Zerstörung der Stadt von 1631, wieder auf. Zuletzt wurde er 1683 erwähnt. Seine Erben veräußerten das Haus 1688 für 900 Taler an seine Witwe. 1702 und dann noch bis 1738 war der Brauer Stephan Germershausen Eigentümer. In der Zeit um 1823 war der Brauer C. Blumenthal hier tätig. 1942/1943 gehörten die Häuser 32 und 33 dem jedoch nicht in Magdeburg lebenden Kaufmann W. Thiele. Im Haus wurde von den hier auch wohnenden Eheleuten H. und Klara Käding ein Friseurgeschäft betrieben. Noch bis 1944/1945 befanden sich die Haussteine des Gebäudes am Nachbarhaus Nummer 32. Der Hausstein von 1756 konnte unter Leitung von Werner Priegnitz aus den Trümmern geborgen werden. Er war dann 1946/1947 Teil der Ausstellung Magdeburg lebt!, wo er jedoch entwendet wurde. Der aktuelle Verbleib ist unbekannt. | Hausstein Zum schwarzen Hahn von 1756 |
| 13, 15, 17                       |                                                    | In der Zeit der DDR errichteter Wohnblock mit drei Eingängen. | 2024                                  |
| 34 (alt)                         | Zum bunten Hahn                                    | Das Brauhaus gehörte 1648 und 1651 Gorries Güsow, 1652 dann Paul Weber. Im Jahr 1662 wurde dann der Brauer Martin Wolf (auch Wulf) als Eigentümer geführt. Er bebaute das Grundstück und veräußerte das Haus 1668 an Christian Gericke, kaufte es dann jedoch zurück. 1675 verkaufte er es erneut, diesmal für 919 Taler an Paul Krusius, den Pfarrer von Niederndodeleben. Von Krusius erwarb es 1688 für 900 Taler der Fleischer Martin Albrecht, der bis 1727 Eigentümer blieb. |                                       |
| 35 (alt)                         | Zur goldenen Weintraube                            | Eine erste urkundliche Erwähnung des Hauses als Zur wyndruffel ist aus dem Jahr 1502 überliefert. 1631 gehörte es Dietrich Matthias, der es 1652, wohl nach der Zerstörung der Stadt im Jahr 1631, wieder aufbaute. Später war Konrektor Johann Erich Eigentümer, der es seiner Tochter, der Ehefrau von Christian Zecheldorf, vererbte. Sie veräußerte es 1682 an den Advokaten Kaspar Müller für 1100 Taler. 1823 war der Schuhmacher Schwartzkopf junior Eigentümer. In der Zeit um 1942/1943 gehörte es dem Mittelschullehrer G. Vorholz aus Aschersleben. Noch in den 1930er Jahren befand sich als Hauszeichen ein in Stein gefasstes Bild am Haus. |                                       |
|                                  | Einmündung Waagestraße (historisch)                | | 2024                                  |
| 36 (alt)                         | Zur steinernen Lampe                               | Ursprünglich hieß das Brauhaus Zum Kelch. Eigentümer war 1631 Andreas Gernreich (auch Gernrike), 1648 und 1658 dann Klaus Gernreich. 1683 gehörte die Stätte dem Maurermeister Christoph Eilwart. Dessen Schwiegersohn, der Brauer Joachim Siepmann bebaute das Grundstück neu. Von ihm erwarb die Witwe des Pastors Heinrich Telemann das Haus im Jahr 1690 für 775 Taler, die es 1704 für 1500 Taler an den Schneider Paul Lampe veräußerte. Auf ihn geht der ab 1704 gebräuchliche Hausname Zur steinernen Lampe zurück. Seine Witwe blieb bis 1736 Eigentümerin. In der Zeit um 1823 gehörte das Haus dem Kupferschmied Friedrich Dettmar. Bis 1944/1945 befand sich das Anwesen im Eigentum der Klosterbrauerei Hadmersleben. Else Kaftan führt die hier befindliche Gastwirtschaft Zur steinernen Lampe. | Hauszeichen Zur steinernen Lampe      |
| 37 (alt)                         |                                                    | 1651 gehörte das mit einem Haus bebaute Grundstück dem Karrenführer Heinrich Schrader, der auch 1653 als Eigentümer genannt wurde. 1683 und auch 1685 war der Glaser Andreas Andreä Eigentümer. Später gehörte es dann Johann Friedrich Müller, der bis 1734 Eigentümer blieb. |                                       |
| 7, 9, 11                         |                                                    | In der Zeit der DDR errichteter Wohnblock mit drei Eingängen. | 2024                                  |
|                                  | Einmündung der Kleinen Klosterstraße (historisch)  | |                                       |
| 38 (alt)                         | Zum schwarzen Bär                                  | 1631 war der Schneider Georg Siefert Eigentümer. Im Zuge der Zerstörung Magdeburgs im Jahr 1631 floh er nach Lübeck, wo er im Juli des Jahres im Elend lebte. Ihm gehörte das Grundstück auch noch 1651. Im Jahr 1683 war Gregor Zeitz Eigentümer der wüsten Stätte. Bebaut wurde sie dann von Wollenweber Samuel Daleyrac (auch Dallira). Er war 1702 und auch 1717 als Eigentümer verzeichnet. |                                       |
| 39 (alt)                         |                                                    | Im Jahr 1648 wurde die Witwe von Balzer Lüderwald als Eigentümerin geführt, 1651 dann ein Siebmacher. 1683 war das Grundstück mit einem Haus bebaut und gehörte den Erben von Johann Schrader, die es 1717 an den Kärrner Friedrich Friedrich Wilkenroth für 160 Taler verkauften. Später war Christian Schrader Eigentümer des Hauses. Er blieb es bis 1748. |                                       |
| 40 und 41 (alt)                  | Zum Adam und Eva                                   | Bis ins 18. Jahrhundert handelte es sich um zwei Grundstücke. Die Nummer 40, der der Hausname zugeordnet war, gehörte 1631 dem Händler Thomas Haberland. Er vererbte es an Heine Haberland, der 1648 an den Händler Stephan Mollenhauer verkaufte. 1683 stand die Stätte im Eigentum der Petrikirchgemeinde. Die Nummer 41 gehörte 1631 und auch 1651 der Witwe des Apfelhökers Joachim Schmidt. Im Jahr 1683 wurde das Grundstück als wüst bezeichnet. Eigentümer war zu diesem Zeitpunkt der Sergeant Johann Gronau. In der Zeit nach 1683 wurden die beiden Grundstücke vereinigt. 1717 gehörte das hier entstandene Haus Franz Vitige. Bis in das Jahr 1762 gehörte es einem Mitglied der Französischen Kolonie. Zumindest in den 1930er Jahren waren die Grundstücke wieder getrennt. |                                       |
| 42 (alt); 41 (älter)             | Zum Schafstall                                     | Sowohl 1631 als auch 1651 war Peter Klietz Eigentümer, 1652 dann Hermann Cuno. Der Schneide Johann Siefert war 1678 und 1690 Eigentümer des Brauhauses. Später wurde das Anwesen nicht mehr als Brauhaus geführt. 1718 gehörte es Pierre Labry, der bis 1762 Eigentümer blieb. |                                       |
| 43 (alt); 42 (älter)             |                                                    | In der Zeit vor 1631 gehörte das als Haus und alter Turm beschriebene Anwesen den Erben von Johann Gebhar Schenke. Bei dem Turm könnte es sich um einen letzten Rest der Stadtbefestigung der ältesten Neustadt Magdeburgs gehandelt haben. Im Jahr 1650 erwarben Mathias Friedrich Schwarzlose und Johann Nickisch die Stätte. Das Gartenhaus verkauften sie 1678 für 110 Taler an den Brauer Joachim Niemann. Von Niemann erwarb es 1680 für 185 Taler der Gärtner Hans Joachim Stein. Stein veräußerte das Haus 1718 an die Strumpfwirker-Innung für 1600 Taler. Die Strumpfwirker errichteten hier ihr Innungshaus. |                                       |
| 1, 3, 5                          |                                                    | In der Zeit der DDR errichteter Wohnblock mit drei Eingängen. | 2024                                  |
|                                  | Einmündung der Vogelgreifstraße (historisch)       | | 2024                                  |
| 44 (alt)                         |                                                    | 1647 und 1651 wurde Dr. Jakob Alemann als Eigentümer geführt. Im Jahr 1654 wurde es als Johann Friedrich Alemanns Garten bezeichnet. Den erwarb der Bortenwirker Peter Lübke (auch Lipke), 1683 Johann Andreas Scheller. 1687 veräußerte der Schneider Konrad Tuchtfeld den Garten sowie zwei Häuschen für 200 Taler an den Schiffer Hans Wiese. Der Handelsmann Henning Teute erwarb von Giese 1688 das Anwesen dann für 218 Taler. Teute blieb bis 1727 Eigentümer. |                                       |
| 45 (alt)                         | Zur schwarzen Rolle                                | Im Jahr 1631 gehörte das Brauhaus Georg Starkow, auf ihn folgte der Fleischer Klaus Bresche (auch Presche). 1648 und 1651 war Thomas Starkow Eigentümer. Der Zustand des Grundstücks wird in dieser Zeit in der Form beschrieben, dass die Trümmer zwei Stock hoch lagen. 1682 und auch 1688 gehört das Brauhaus dem Amtmann Johann Ludwig Pfeil. Seine Erben waren der Advokat Johann Ludwig Pfeil, der Strumpfstricker Georg Andreas Pfeil sowie Pastor Sigismund von Syborg, der mit einer geborenen Pfeil verheiratet war. Die drei veräußerten das Haus 1702 für 1675 Taler an den Schneider Thomas Wäger, der bis 1727 Eigentümer blieb. Der Name Zur schwarzen Rolle verweist auf eine Tabakstolle mit Rauchtabak für Pfeifen. |                                       |
| 46 (alt)                         |                                                    | 1651 war Nikolaus Seehausen Eigentümer. Im Jahr 1683 war das Grundstück mit einer Hütte bebaut und gehörte der Witwe des Schulmeisters Thomas Miltenberg. Die Stätte war ein Lehen des Maria-Magdalenenklosters. In der Zeit bis 1697 wurde von der Petrikirchgemeinde auf dem Grundstück ein Pastorat und Diakonat eingerichtet. Es blieb bis 1836 im Eigentum der Gemeinde. Bis 1938 lebte der Politiker und Pazifist Georg Schümer im Haus. |                                       |
| 47 (alt)                         |                                                    | Zum Grundstück gehörte zunächst auch die benachbarte Nummer 48. Im Jahr 1651 gehörte es einem Nadler, 1683 wurde dann das Maria-Magdalenenkloster als Eigentümer geführt. Der Steuermann Nikolaus Frede war 1697 Eigentümer des Hauses. Er errichtete ein zweites Haus, das zur Nummer 48 wurde. Die Nummer 47 veräußerte er 1706 an den Steinsetzer Andreas Pölert (auch Böhle), der bis 1753 Eigentümer blieb. |                                       |
| 48 (alt)                         |                                                    | Zunächst gehörte das Grundstück mit zur Nummer 47 (siehe dort). Nachdem Steuermann Nikolaus Frede ein zweites Haus, die Nummer 48, errichtet hatte, verkaufte er die Nummer 47, behielt jedoch die Nummer 48. Er blieb bis 1746 Eigentümer. | vor 1945 · 2024                       |